# 林雄二郎
林 雄二郎（はやし ゆうじろう、1916年（大正5年）7月27日 - 2011年（平成23年）11月29日）は、日本の官僚、未来学者、財団運営者。

## 来歴・人物
東京生まれ。1940年に東京工業大学電気化学科卒。1942年に技術院に入職後、戦後は経済安定本部、経済企画庁で長期計画に関わる。同庁在籍時の1959-1960年にフランス留学。
帰国後の1965年に、同じ経済企画庁・当時総合開発局の下河辺淳（のち東京海上研究所理事長）、同じく当時総合計画局の宮崎勇（のち経済企画庁長官、大和総研特別顧問）らと共に「1985年の日本人のライフスタイルを検討する会議」を通じ、各界に大きな影響を与え、「林リポート」をまとめ提言し、日本社会を変化・発展させるためのガイドラインとなった。1967年、東京工業大学に社会工学科が新設される際に教授に就任。
1969年、在籍していた経済企画庁時代、情報化社会を予見した『情報化社会』を発刊。本書の発行により、情報化社会という言葉が社会的に認知されることになった。また、同著は著者が大阪万博の仕事の帰りの新幹線の中でテープレコーダーに吹き込んだものを起こしたものを基本として作成したものである。当時、林雄二郎は京都の梅棹忠夫、小松左京、加藤秀俊、川添登らと「貝食う会」というグループを結成し、未来学について議論を重ねていた。
1971年、財団法人未来工学研究所所長を経て、1974年10月15日にトヨタ自動車が自動車事業創業40周年を記念したトヨタ財団を設立するのと同時に、専務理事に就任し13年間務めた。就任時、同財団理事長の豊田英二より、「自分はよくわからないから任せるよ」と言われ、財団業務を全て任される。人事も自由に任され、リベラルで専門意識の強い山岡義典らをプログラムオフィサーとして連れてくる。日本の財団業務の礎を築く。
1988年より東京情報大学初代総長を1994年まで務め、1994年に日本財団の顧問に就任。現在でも同財団の活動理念・指針となる「フィランソロピー実践のための七つの鍵」を作成。他には日本フィランソロピー協会前会長、日本未来学会会長なども務めていた。
実兄林健太郎は、東京大学総長・参議院議員となった。長男林光は、博報堂生活総合研究所所長を務めた。次男林望は、書誌学者を経て作家となった。
2011年11月29日、老衰により死去。95歳没。

## 家族・親族
- 兄 林健太郎（東京大学元総長）
- 甥 林洋太郎
- 長男 林光（博報堂生活総合研究所元所長）
- 次男 林望（作家）

## 略歴
- 1940年（昭和15年） 東京工業大学電気化学科卒業、同大助手
- 1942年（昭和17年） 技術院参技官補
- 1947年（昭和22年） 総理府技官
- 1957年（昭和32年） 経済企画庁総合計画局計画官
- 1958年（昭和33年） 経済企画庁調査局海外調査課長
- 1962年（昭和37年） 経済企画庁総合計画局参事官
- 1964年（昭和39年） 経済企画庁経済研究所所長
- 1967年（昭和42年） 東京工業大学社会工学科教授
- 1971年（昭和46年） 財団法人未来工学研究所所長
- 1974年（昭和49年） 財団法人トヨタ財団専務理事
- 1978年（昭和53年） 財団法人未来工学研究所副理事長
- 1982年（昭和57年） 日本未来学会会長
- 1986年（昭和61年） 勲二等瑞宝章受章
- 1988年（昭和63年） 東京情報大学学長
- 1989年（平成元年） テュービンゲン大学（独）名誉評議員、財団法人労働科学研究所理事長
- 1994年（平成 6年） 日本船舶振興会（日本財団）顧問
- 1999年（平成11年） 日本NPO学会会長
- 2000年（平成12年） フランス国立ポンゼショセ（土木学校）、国際経営大学院名誉学長
- 2005年（平成17年） 社団法人日本フィランソロピー協会顧問、社団法人福祉社会研究所会長
- 2006年 (平成18年） 認定NPO法人アジアの新しい風理事長就任
- 2010年 (平成22年） 認定NPO法人アジアの新しい風理事長辞任

## 著書
- 『日本の工業』（岩崎書店、社会科全書） 1953
- 『産業革命』（岩崎書店、社会科全書） 1956.11
- 『日本の化学工業』（岩波新書） 1957
- 『日本への提言』（実業之日本社） 1964
- 『新しい経済社会 これまでの経済これからの経済』（講談社、ミリオン・ブックス） 1966
- 『アジアのエネルギー』（アジア経済研究所） 1967
- 『未来学の日本的考察』（ぺりかん社） 1968
- 『情報化社会 ハードな社会からソフトな社会へ』（講談社現代新書） 1969
- 『未来社会の予測』（旺文社新書） 1970
- 『高度選択社会 マルチ・チャンネル・ソサエティへの挑戦』（講談社現代新書） 1970
- 『教育の変革と未来像』（国土新書） 1971
- 『林雄二郎「私の主張」』（産業能率短期大学出版部） 1975
- 『日本型成熟社会 われらどこへゆくべきか』（中央経済社） 1975
- 『知識の時代から知恵の時代へ 新しい工業文化の構想』（産業能率大学出版部） 1978
- 『私の成熟社会論』（産業能率大学出版部） 1980
- 『成熟社会・日本の選択』（中央経済社） 1982
- 『日本の繁栄とは何であったのか - 私の大正昭和史』（PHP研究所） 1995

## 共編著
- 『日本の経済計画 戦後の歴史と問題点』（東洋経済新報社） 1957
- 『日本のエネルギー問題』（東洋経済新報社） 1962
- 『資本主義と技術』（筑摩書房、経済学全集） 1966
- 『フランス経済の現実と展望』（東洋経済新報社） 1967
- 『日本の化学工業』第3版（渡辺徳二共編著、岩波新書） 1968
- 『超技術社会への展開 情報化システムの人間』（科学技術と経済の会共編、ダイヤモンド社） 1969
- 『情報化社会』第1 - 7（片方善治, 白根礼吉共編、毎日新聞社） 1970
- 『社会工学 社会システムの理論と応用』（片方善治共著、筑摩書房） 1971
- 『世界に賭ける日本の技術』（好学社） 1972
- 『人間的資本主義 <シンポジウム>これからの産業世界を討論する』（ウィリス・ハーマン共編、サイマル出版会） 1972
- 『日本モザイク社会 人間的未来への問い』（金山宣夫共著、ダイヤモンド社） 1973
- 『科学のライフサイクル』（山田圭一共編、中央公論社） 1975
- 『郵便の未来を探る シンポジウム』（ダイヤモンド社） 1978.3
- 『日本の財団 その系譜と展望』（山岡義典共著、中公新書） 1984
- 『先端技術と文化の変容 - 日本とフランスからの提言』（日本放送出版協会、NHKブックス） 1988
- 『フィランソロピーと社会 - その日本的課題』（山岡義典共編著、ダイヤモンド社） 1993
- 『新しい社会セクターの可能性 - NPOと労働組合』（連合総合生活開発研究所共編、第一書林） 1997
- 『フィランソロピーの思想 NPOとボランティア』（今田忠共編、日本経済評論社） 2000
- 『フィランソロピーの橋 - こころ豊かな社会を築くために』（加藤秀俊共編著、ティビーエス・ブリタニカ） 2000

## 翻訳
- 『企業近代化への秘訣 国際競争力強化のために』（オクターブ・ジェリニエ、監訳、日本生産性本部） 1968
- 『科学と経済発展』（R・L・マイヤー、法政大学出版局） 1968
- 『断絶の時代 来たるべき知識社会の構想』（P・F・ドラッカー、ダイヤモンド社） 1969
- 『テレビ文明への告発状』（ニコラス・ジョンソン、小嶋国雄共訳、ダイヤモンド社） 1971
- 『成熟社会 - 新しい文明の選択』（デニス・ガボール、講談社） 1973
- 『予測学 - 未来を展望し創造する新しい科学の提唱』（F・L・ポラック、監訳、高榎堯ら訳、ダイヤモンド社） 1974
- 『ゼロ成長の社会』（K・E・ボールディング, E・J・ミシャン他、監訳、日本生産性本部） 1974
- 『資本主義の文化的矛盾』（ダニエル・ベル、講談社学術文庫） 1977
- 『アメリカの大型財団 - 企業と社会』（ワルデマー・A・ニールセン、河出書房新社） 1984
- 『知識社会の衝撃』（ダニエル・ベル、山崎正和共訳、ティビーエス・ブリタニカ） 1995